# Islamisk republik
Islamisk republik er den officielle benævnelse for visse af de stater, hvor statsformen er republik og majoriteten af befolkningen muslimer. Et par eksempler er Iran, hvis officielle navn er Den Islamiske Republik Iran, og Pakistan, hvis officielle navn er Den Islamiske Republik Pakistan. Flere andre stater kalder sig "islamiske republikker" men religionen har der ikke helt så stor magt som i det teokratiske Iran, hvor det muslimske præsteskab i realiteten styrer landet.[kilde mangler]

## Karakter
Sharia, den religiøse lov implementeres i stor udstrækning i den sekulære lov eller erstatter denne. Dette indebærer, at den baseres på skrifter, som fremkom i 600-tallet. Staterne er ikke monarkier, som ellers forekommer i Mellemøsten. Udtrykket fremkom efter 1950 for at betegne stater, som havde en majoritetsbefolkning bestående af muslimer og gjorde denne kulturelle identitet til et hovedprincip i landets styrelse. Statsreligionen forbyder eller undertrykker mere eller mindre udtalt andre religioner. 

## Islamisk republikker

### Nuværende
| Land                               | Siden             |
| ---------------------------------- | ----------------- |
| Den Islamiske Republik Afghanistan | 7. december 2004  |
| Den Islamiske Republik Iran        | 1. april 1979     |
| Den Islamiske Republik Mauretanien | 28. november 1960 |
| Den Islamiske Republik Pakistan    | 23. marts 1956    |

### Tidligere
| Land                                         | Start         | Slut              |
| -------------------------------------------- | ------------- | ----------------- |
| Den Føderale og Islamiske Republik Comorerne | 24. maj 1978  | 23. december 2001 |
| Gambia                                       | December 2015 | 2017              |
| Den Tjetjenske Republik Ichkeria             | 1996          | 2010              |
| Republikken Østturkestan                     | 1933          | 1934              |